# Маркировка кабеля
Маркиро́вка ка́беля — нанесение на кабель цветовой разметки, условных знаков (надписей), бирок и этикеток, а также специальных электронных маркеров. Маркировка сообщает о свойствах данного кабеля, позволяет однозначно идентифицировать его среди других кабелей или обнаружить место его залегания.

## Разновидности маркировки
- Маркировка, наносимая на кабель по его протяженности
  - на заводе-изготовителе в процессе изготовления цветовая, буквенная или другая заводская маркировка, с целью определения кабельного изделия в целом, а также (необязательно) указания технических, электрических и прочих характеристик кабельного изделия
  - в процессе прокладки трасс инженерных коммуникаций (телекоммуникационных или силовых кабелей) с целью идентификации отдельного кабеля/жилы/отдельного проводника в виде надписей, условных знаков, бирок и этикеток, с использованием электронного маркера.
- Маркировка кабельных окончаний — маркировка в виде надписей, условных знаков, бирок и этикеток, наносимая на окончания кабельных линий с целью идентификации кабеля (жилы, отдельного проводника) при его последующем подключении, например, к кроссу в телефонии, (пере)коммутации и пр.

## Заводская маркировка
Заводская маркировка — система буквенно-цифровых (реже символьных) обозначений, позволяющая определить характеристики кабеля, область его применения и прочую информацию, необходимую для грамотного и полноценного использования кабеля, наносимая на тару на которой доставляется кабель (коробки, барабаны и пр.) а также непосредственно на внешнюю сторону изоляции кабеля с целью облегчения его идентификации на месте. Как правило, данная система разрабатывается техническо-конструкторской службой (технический директорат, отдел главного конструктора, отдел главного технолога) на заводах выпускающих кабель, определенным образом стандартизируется и в последующем становится широкодоступной продавцам и конечным потребителям кабельно-проводниковой продукции.

### Силовой кабель

#### Комбинации используемые в кодификации кабелей в Европе
- har (harmonized) — продукция стандартизирована
- цифры 03, 05 или 07 — рабочее напряжение, соответственно 300/300, 300/500 или 450/750
- буквы v или r — тип изоляции, соответственно ПВХП или резина
- буквы U, R, K, F — тип проводника, соответственно: цельный, многопроволочный, гибкий для стационарной проводки, гибкий.

#### Идентификация проводников по цветам или цифровым обозначениям в России
В современной России остался большой объём производства и применения кабельной продукции со времён Советского Союза (в котором действовала самобытная система стандартизации, которая относилась в том числе к областям производства и применения кабельной продукции). В настоящее время отмечается устойчивая тенденция к использованию мировых практик и постепенное идет размытие территориальных стандартов, что сказывается, в том числе, на унификации маркировки с общемировой.

5 Идентификация посредством цветов
5.1 Общие положения
Для идентификации проводников применяют чёрный, коричневый, красный, оранжевый, жёлтый, зелёный, светло-синий (именуемый далее синим), фиолетовый, серый, белый, розовый, бирюзовый цвета.
Примечание — Перечень цветов и их буквенный код приведены в ГОСТ 28763—90.
Цветовая идентификация должна быть выполнена на концах и желательно по всей длине проводника или посредством цвета изоляции, или посредством цветных меток, за исключением неизолированных проводников, где цветовая идентификация должна быть выполнена на концах и в точках соединений.
5.2.1 Разрешенные цвета
Для идентификации проводников не должны быть использованы по отдельности жёлтый и зелёный цвета. Жёлтый и зелёный цвета следует применять только в комбинации желто-зеленого цвета.
5.2.2 Нейтральный и средний проводники
Нейтральный и средний проводники следует идентифицировать синим цветом. Синий цвет не должен быть использован для идентификации никакого другого проводника, кроме заземленного линейного проводника. Если применяют идентификацию посредством цвета, неизолированные проводники, используемые в качестве нейтрального или среднего проводников, должны быть или окрашены посредством синей полосы шириной от 15 до 100 мм в каждом устройстве или оболочке и каждом доступном месте, или окрашены синим цветом по всей их длине.
5.2.3 Фазные проводники в электрических цепях переменного тока
Для фазных проводников предпочтительными цветами являются чёрный, коричневый и серый.
Для фазного проводника однофазной электрической цепи, питающейся непосредственно от однофазного источника питания, предпочтительным цветом является коричневый. В том случае, если однофазная электрическая цепь является ответвлением от трехфазной электрической цепи, цветовая идентификация фазного проводника однофазной электрической цепи должна совпадать с цветовой идентификацией того фазного проводника трехфазной электрической цепи, с которым он имеет электрическое соединение.
5.3.2 Защитные проводники
Защитные проводники должны быть идентифицированы посредством двухцветной желто-зеленой комбинации.
Комбинация жёлтого и зелёного цветов предназначена только для идентификации защитного проводника.
Желто-зеленая цветовая комбинация должна быть такой, чтобы на любых 15 мм длины проводника, где применяют цветовое обозначение, один из этих цветов покрывал не менее 30 % и не более 70 % поверхности проводника, а другой цвет покрывал остаток этой поверхности.
Если неизолированные проводники, используемые в качестве защитных проводников, поставляют с окраской, они должны быть окрашены в желто-зеленый цвет или по всей длине каждого проводника, или в каждом отсеке или блоке, или в каждом доступном месте. Если для цветовой идентификации используют липкую ленту, то должна быть применена только двухцветная желто-зеленая лента.
Примечание 3 — В тех случаях, когда защитный проводник может быть легко идентифицирован посредством его формы, конструкции или положения, например концентрическая жила, допускается не выполнять цветовое обозначение по всей его длине, однако концы или доступные места должны быть идентифицированы графическим символом  или желто-зеленой двухцветной комбинацией, или буквенно-цифровым обозначением «РЕ».
5.3.3 PEN-проводники
PEN-проводники, когда они изолированы, должны быть маркированы посредством одного из следующих способов:
желто-зеленым цветом по всей их длине и, кроме того, метками синего цвета на их концах и в точках соединений;
синим цветом по всей их длине и, кроме того, метками желто-зеленого цвета на их концах и в точках соединений.
| Проводник                                                                  | Буквенно-цифровая идентификация     | Цветовая идентификация              | Цветовая идентификация              |
| Проводник                                                                  | Буквенно-цифровая идентификация     | Цвет                                | Код цвета по ГОСТ 28763—90          |
| Электрическая цепь переменного тока                                        | Электрическая цепь переменного тока | Электрическая цепь переменного тока | Электрическая цепь переменного тока |
| -------------------------------------------------------------------------- | ----------------------------------- | ----------------------------------- | ----------------------------------- |
| Фазный проводник однофазной цепи                                           | L                                   | Коричневый                          | BN                                  |
| Фазный проводник 1 трехфазной цепи                                         | L1                                  | Коричневый                          | BN                                  |
| Фазный проводник 2 трехфазной цепи                                         | L2                                  | Чёрный                              | ВК                                  |
| Фазный проводник 3 трехфазной цепи                                         | L3                                  | Серый                               | GY                                  |
| Заземленный фазный проводник однофазной цепи                               | LE                                  | Синий                               | BU                                  |
| Заземленные фазные проводники трехфазной цепи                              | LE1, LE2, LE3                       | Синий                               | BU                                  |
| Нейтральный проводник                                                      | N                                   | Синий                               | BU                                  |
| Электрическая цепь постоянного тока                                        |                                     |                                     |                                     |
| Положительный полюсный проводник                                           | L+                                  | Коричневый                          | BN                                  |
| Отрицательный полюсный проводник                                           | L-                                  | Серый                               | GY                                  |
| Заземленный положительный полюсный проводник                               | LE+                                 | Синий                               | BU                                  |
| Заземленный отрицательный полюсный проводник                               | LE-                                 | Синий                               | BU                                  |
| Средний проводник                                                          | M                                   | Синий                               | BU                                  |
| Защитные проводники и проводники, совмещающие функции защитных проводников |                                     |                                     |                                     |
| Защитный проводник                                                         | РЕ                                  | Зелёно-жёлтый                       | GNYE                                |
| PEL-проводник                                                              | PEL                                 | Зелёно-жёлтый                       | GNYE                                |
| PEM-проводник                                                              | PEM                                 | Зелёно-жёлтый                       | GNYE                                |
| PEN-проводник                                                              | PEN                                 | Синий                               | BU                                  |
| Защитный проводник уравнивания потенциалов                                 | РB                                  | Зелёно-жёлтый                       | GNYE                                |
— ГОСТ Р 50462—2009

### Телекоммуникационный кабель
В зависимости от области применения кабелей (телефония, сети передачи данных, электронно-вычислительная аппаратура) цветовая маркировка кабелей, использующихся для одних и тех же целей (например, вторичное электропитание) может отличаться.
Буквенная маркировка телекоммуникационных кабелей производится только на внешней оболочке многожильных кабелей (и то не всегда).

### Цветовая кодировка оболочки

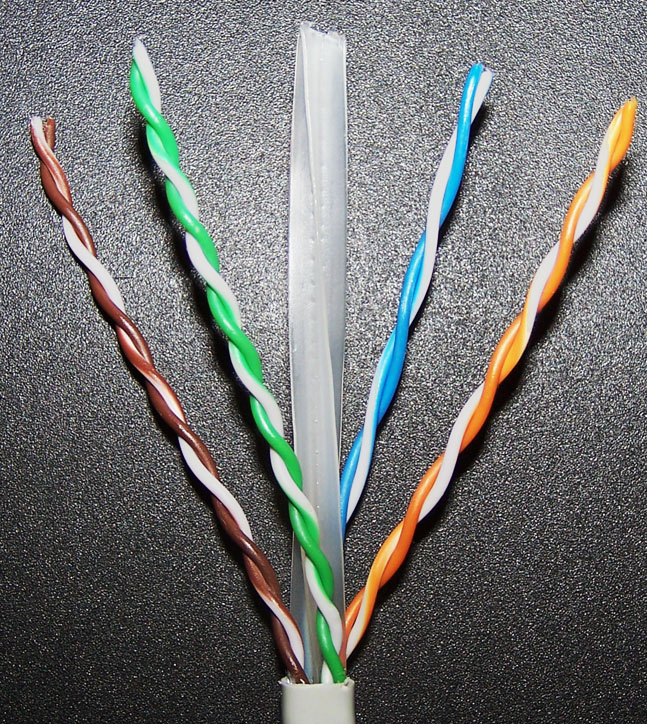
Витая пара категории 6 (у каждой пары свой цвет, второй провод в паре двухцветный: второй цвет — белый)

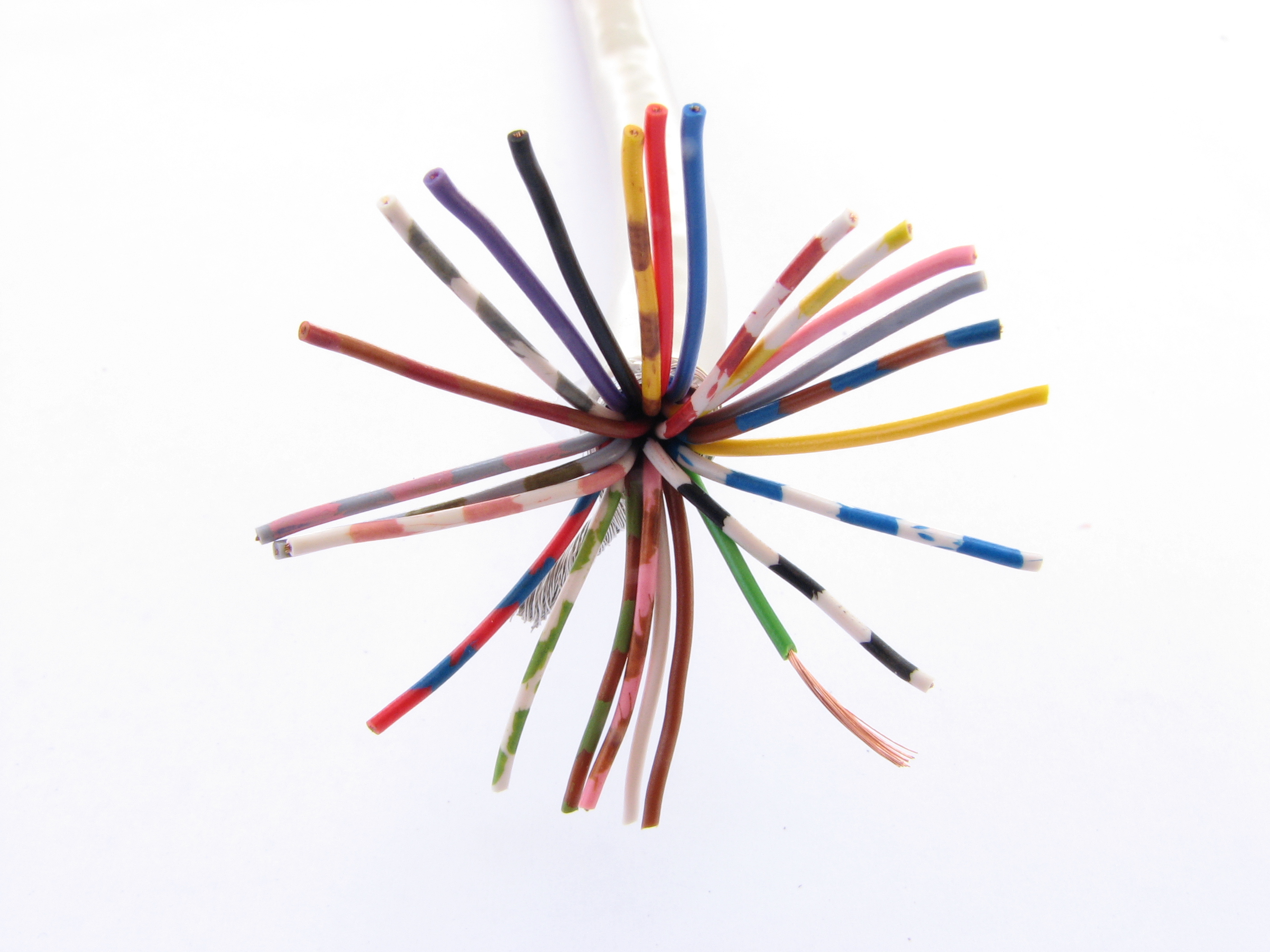
25-жильный кабель с двухцветной схемой кодировки

Многие стандарты определяют цветовое соответствие покрытия функциональному назначению кабеля, провода или отдельной жилы. Некоторые стандарты являются узкоспециализированными, некоторые стандартизированы международными метрологическими организациями и рекомендуются к повсеместному использованию.

Маркировка жил в 25-парном кабеле

| Цвет            | Цвет         | Стандарт  | Стандарт                                      | Стандарт      |
| --------------- | ------------ | --------- | --------------------------------------------- | ------------- |
| Русск.          | Англ.        | DIN 47002 | DIN IEC 757—83 (CENELEC-HD 457) ГОСТ 28763—90 | ГОСТ 28763—90 |
| Чёрный          | Black        | sw        | BK                                            | Ч             |
| Коричневый      | Brown        | br        | BN                                            | КЧ            |
| Красный         | Red          | rt        | RD                                            | К             |
| Оранжевый       | Orange       | or        | OG                                            | Ж             |
| Жёлтый          | Yellow       | ge        | YE                                            | Ж             |
| Зелёный         | Green        | gn        | GN                                            | З             |
| Синий (голубой) | Blue         | bl        | BU                                            | С             |
| Фиолетовый      | Violet       | vi        | VT                                            | Ч             |
| Серый           | Grey         | gr        | GY                                            | Б             |
| Белый           | White        | ws        | WH                                            | Б             |
| Розовый         | Pink         | rs        | PK                                            | К             |
| Бирюзовый       | Turquoise    | tk        | TQ                                            | БЗ            |
| Золотой         | Gold         | -         | GD                                            | ЗЛ            |
| Зелёно-желтый   | Green-Yellow | gnge      | GNYE                                          | ЗЖ            |
| Серебристый     | Silver       | —         | SR                                            | СР            |

#### Цветовой код жил в кабеле с повторением цветов после позиции № 45
Составлен согласно DIN 47100. Маркировка жил и цветов изоляционного покрытия выполняется в соответствии с DIN 47002 и DIN IEC 304 (в соответствии с согласования документа HD 402 S2). Для улучшения идентификации, а также по соображениям безопасности, в качестве основного цвета выбран более яркий цвет, в качестве второго цвета выбран более темный цвет. Сочетание цветов состоит из 10 основных цветов.

Четырехжильный кабель является исключением и характеризуется использованием последовательности белого, жёлтого, коричневого, зелёного цветов.
| Номер пары | Цвет пары         | Цвет пары | Номер пары | Цвет пары        | Цвет пары | Номер пары | Цвет пары        | Цвет пары | Номер пары | Цвет пары          | Цвет пары | Номер пары | Цвет пары          | Цвет пары |
| ---------- | ----------------- | --------- | ---------- | ---------------- | --------- | ---------- | ---------------- | --------- | ---------- | ------------------ | --------- | ---------- | ------------------ | --------- |
| 1          | Белый             |           | 2          | Коричневый       |           | 3          | Зелёный          |           | 4          | Жёлтый             |           | 5          | Серый              |           |
| 6          | Розовый           |           | 7          | Синий            |           | 8          | Красный          |           | 9          | Черный             |           | 10         | Фиолетовый         |           |
| 11         | Серый-розовый     |           | 12         | Красный-синий    |           | 13         | Белый-зелёный    |           | 14         | Коричневый-зелёный |           | 15         | Белый-жёлтый       |           |
| 16         | Жёлтый-коричневый |           | 17         | Белый-серый      |           | 18         | Серый-коричневый |           | 19         | Белый-розовый      |           | 20         | Розовый-коричневый |           |
| 21         | Белый-синий       |           | 22         | Коричневый-синий |           | 23         | Белый-красный    |           | 24         | Коричневый-красный |           | 25         | Белый-чёрный       |           |
| 26         | Коричневый-чёрный |           | 27         | Серый-зелёный    |           | 28         | Желтый-серый     |           | 29         | Розовый-зелёный    |           | 30         | Желтый-розовый     |           |
| 31         | Зелёный-синий     |           | 32         | Жёлтый-синий     |           | 33         | Зелёный-красный  |           | 34         | Жёлтый-красный     |           | 35         | Зелёный-чёрный     |           |
| 36         | Жёлтый-чёрный     |           | 37         | Серый-синий      |           | 38         | Розовый-синий    |           | 39         | Серый-красный      |           | 40         | Розовый-красный    |           |
| 41         | Серый-чёрный      |           | 42         | Розовый-чёрный   |           | 43         | Синий-чёрный     |           | 44         | Красный-чёрный     |           | 45         | Снова Белый        |           |

#### Цветовой код жил в кабеле без повторения цветов после позиции № 45
| Номер пары | Цвет пары                 | Номер пары | Цвет пары                   | Номер пары | Цвет пары               | Номер пары | Цвет пары               | Номер пары | Цвет пары                   |
| ---------- | ------------------------- | ---------- | --------------------------- | ---------- | ----------------------- | ---------- | ----------------------- | ---------- | --------------------------- |
| 1          | Белый                     | 2          | Коричневый                  | 3          | Зелёный                 | 4          | Жёлтый                  | 5          | Серый                       |
| 6          | Розовый                   | 7          | Синий                       | 8          | Красный                 | 9          | Черный                  | 10         | Фиолетовый                  |
| 11         | Серый-розовый             | 12         | Красный-синий               | 13         | Белый-зелёный           | 14         | Коричневый-зелёный      | 15         | Белый-жёлтый                |
| 16         | Жёлтый-коричневый         | 17         | Белый-серый                 | 18         | Серый-коричневый        | 19         | Белый-розовый           | 20         | Розовый-коричневый          |
| 21         | Белый-синий               | 22         | Коричневый-синий            | 23         | Белый-красный           | 24         | Коричневый-красный      | 25         | Белый-чёрный                |
| 26         | Коричневый-чёрный         | 27         | Серый-зелёный               | 28         | Желтый-серый            | 29         | Розовый-зелёный         | 30         | Желтый-розовый              |
| 31         | Зелёный-синий             | 32         | Жёлтый-синий                | 33         | Зелёный-красный         | 34         | Жёлтый-красный          | 35         | Зелёный-чёрный              |
| 36         | Жёлтый-чёрный             | 37         | Серый-синий                 | 38         | Розовый-синий           | 39         | Серый-красный           | 40         | Розовый-красный             |
| 41         | Серый-чёрный              | 42         | Розовый-чёрный              | 43         | Синий-чёрный            | 44         | Красный-чёрный          | 45         | Белый-коричневый-чёрный !!! |
| 46         | Жёлтый-зелёный-чёрный     | 47         | Серый-розовый-чёрный        | 48         | Синий-красный-чёрный    | 49         | Белый-зелёный-чёрный    | 50         | Зелёный-коричневый-чёрный   |
| 51         | Белый-жёлтый-чёрный       | 52         | Белый-коричневый-чёрный !!! | 53         | Белый-серый-чёрный      | 54         | Серый-коричневый-чёрный | 55         | Белый-розовый-чёрный        |
| 56         | Розовый-коричневый-чёрный | 57         | Белый-синий-чёрный          | 58         | Коричневый-синий-чёрный | 59         | Белый-красный-чёрный    | 60         | Коричневый-красный-чёрный   |
| 61         | Чёрный-белый              |            |                             |            |                         |            |                         |            |                             |

#### Цветовой кодвитой парыс повторением цветов
Цвет (или сочетание цветов) пар производится в соответствии с нижеприведённой таблицей. Начиная с позиции № 11, маркировка осуществляется с помощью одного (далее двух) цветных колец, с кольцом шириной от 2 до 10 мм. Расстояние между кольцами приблизительно 7 мм.
| Номер пары | Номер пары | Номер пары | Цвет пары       | Цвет пары          |
| ---------- | ---------- | ---------- | --------------- | ------------------ |
| Номер пары | Номер пары | Номер пары | Первый цвет     | Второй цвет        |
| 1          | 23         | 45         | Белый           | Коричневый         |
| 2          | 24         | 46         | Зелёный         | Жёлтый             |
| 3          | 25         | 47         | Серый           | Розовый            |
| 4          | 26         | 48         | Синий           | Красный            |
| 5          | 27         | 49         | Черный          | Фиолетовый         |
| 6          | 28         | 50         | Серый-розовый   | Красный-синий      |
| 7          | 29         | 51         | Белый-зелёный   | Коричневый-зелёный |
| 8          | 30         | 52         | Белый-жёлтый    | Желтый-коричневый  |
| 9          | 31         | 53         | Белый-серый     | Серый-коричневый   |
| 10         | 32         | 54         | Белый-розовый   | Розовый-коричневый |
| 11         | 33         | 55         | Белый-синий     | Коричневый-синий   |
| 12         | 34         | 56         | Белый-красный   | Коричневый-красный |
| 13         | 35         | 57         | Белый-чёрный    | Коричневый-чёрный  |
| 14         | 36         | 58         | Серый-зелёный   | Желтый-серый       |
| 15         | 37         | 59         | Розовый-зелёный | Желтый-розовый     |
| 16         | 38         | 60         | Зелёный-синий   | Жёлтый-синий       |
| 17         | 39         | 61         | Зелёный-красный | Жёлтый-красный     |
| 18         | 40         |            | Зелёный-чёрный  | Жёлтый-чёрный      |
| 19         | 41         |            | Серый-синий     | Розовый-синий      |
| 20         | 42         |            | Серый-красный   | Розовый-красный    |
| 21         | 43         |            | Серый-чёрный    | Розовый-чёрный     |
| 22         | 44         |            | Синий-чёрный    | Красный-чёрный     |

#### Цветовая кодировка TKD
| Номер пары | Цвет(а) жилы       | Номер пары | Цвет(а) жилы          | Номер пары | Цвет(а) жилы                |
| ---------- | ------------------ | ---------- | --------------------- | ---------- | --------------------------- |
| 0          | Зелёный-жёлтый     | 38         | Красный-жёлтый        | 71         | Синий-белый-красный         |
| 1          | Чёрный             | 39         | Синий-жёлтый          | 72         | Жёлтый-белый-красный        |
| 2          | Синий              | 40         | Фиолетовый-жёлтый     | 73         | Зелёный-белый-красный       |
| 3          | Коричневый         | 41         | Белый-жёлтый          | 74         | Коричневый-белый-красный    |
| 4          | Бежевый            | 42         | Коричневый-жёлтый     | 75         | Красный-белый-чёрный        |
| 5          | Жёлтый             | 43         | Красный-синий         | 76         | Синий-белый-чёрный          |
| 6          | Зелёный            | 44         | Белый-синий           | 77         | Жёлтый-белый-чёрный         |
| 7          | Фиолетовый         | 45         | Оранжевый-синий       | 78         | Зелёный-белый-чёрный        |
| 8          | Розовый            | 46         | Коричневый-синий      | 79         | Фиолетовый-белый-чёрный     |
| 9          | Оранжевый          | 47         | Жёлтый-фиолетовый     | 80         | Оранжевый-белый-чёрный      |
| 10         | Прозрачный         | 48         | Зелёный-фиолетовый    | 81         | Коричневый-белый-чёрный     |
| 11         | Красный-белый      | 49         | Белый-фиолетовый      | 82         | Красный-белый-зелёный       |
| 12         | Синий-белый        | 50         | Оранжевый-фиолетовый  | 83         | Жёлтый-белый-зелёный        |
| 13         | Жёлтый-белый       | 51         | Коричневый-фиолетовый | 84         | Фиолетовый-белый-зелёный    |
| 14         | Зелёный-белый      | 52         | Чёрный-белый          | 85         | Оранжевый-белый-зелёный     |
| 15         | Фиолетовый-белый   | 53         | Чёрный-жёлтый         | 86         | Коричневый-белый-зелёный    |
| 16         | Оранжевый-белый    | 54         | Чёрный-красный        | 87         | Красный-белый-синий         |
| 17         | Коричневый-белый   | 55         | Чёрный-зелёный        | 88         | Жёлтый-белый-синий          |
| 18         | Синий-красный      | 56         | Чёрный-синий          | 89         | Оранжевый-белый-синий       |
| 19         | Жёлтый-красный     | 57         | Чёрный-фиолетовый     | 90         | Коричневый-белый-синий      |
| 20         | Зелёный-красный    | 58         | Серый-белый           | 91         | Жёлтый-белый-фиолетовый     |
| 21         | Белый-красный      | 59         | Серый-чёрный          | 92         | Зелёный-белый-фиолетовый    |
| 22         | Оранжевый-красный  | 60         | Серый-жёлтый          | 93         | Оранжевый-белый-фиолетовый  |
| 23         | Коричневый-красный | 61         | Серый-красный         | 94         | Коричневый-белый-фиолетовый |
| 24         | Красный-чёрный     | 62         | Серый-синий           | 95         | Синий-красный-чёрный        |
| 25         | Синий-чёрный       | 63         | Серый-фиолетовый      | 96         | Жёлтый-красный-чёрный       |
| 26         | Жёлтый-чёрный      | 64         | Красный-серый         | 97         | Зелёный-красный-чёрный      |
| 27         | Зелёный-чёрный     | 65         | Синий-серый           | 98         | Белый-красный-чёрный        |
| 28         | Фиолетовый-чёрный  | 66         | Жёлтый-серый          | 99         | Коричневый-красный-чёрный   |
| 29         | Белый-чёрный       | 67         | Зелёный-серый         | 100        | Жёлтый-красный-зелёный      |
| 30         | Оранжевый-чёрный   | 68         | Фиолетовый-серый      | 101        | Белый-красный-зелёный       |
| 31         | Коричневый-чёрный  | 69         | Белый-серый           | 102        | Оранжевый-красный-зелёный   |
| 32         | Красный-зелёный    | 70         | Оранжевый-серый       |            |                             |
| 33         | -зелёный           |            |                       |            |                             |
| 34         | Фиолетовый-зелёный |            |                       |            |                             |
| 35         | Белый-зелёный      |            |                       |            |                             |
| 36         | Оранжевый-зелёный  |            |                       |            |                             |
| 37         | Коричневый-зелёный |            |                       |            |                             |

#### Desina
| Область применения. Особые требования                 | Цветовое соответствие     | Цветовое соответствие |
| ----------------------------------------------------- | ------------------------- | --------------------- |
| Экранированные силовые кабели                         | Оранжевый (orange)        | RAL2003               |
| Кабели энкодеров                                      | Зелёный (green)           | RAL6018               |
| Кабели полевых шин 4 x 1,5 мм² Cu, 2 x POF            | Красно-сиреневый (violet) | RAL 4001              |
| Периферийные устройства; датчики 4 x 0,34 мм²         | Жёлтый (yellow)           | RAL1021               |
| Силовые кабели для трёхфазных моторов                 | Чёрный (black)            | RAL 9005              |
| Кабели управляющих цепей (24 вольта постоянного тока) | Серый (grey)              | RAL 7040              |

## Маркировка кабельных окончаний

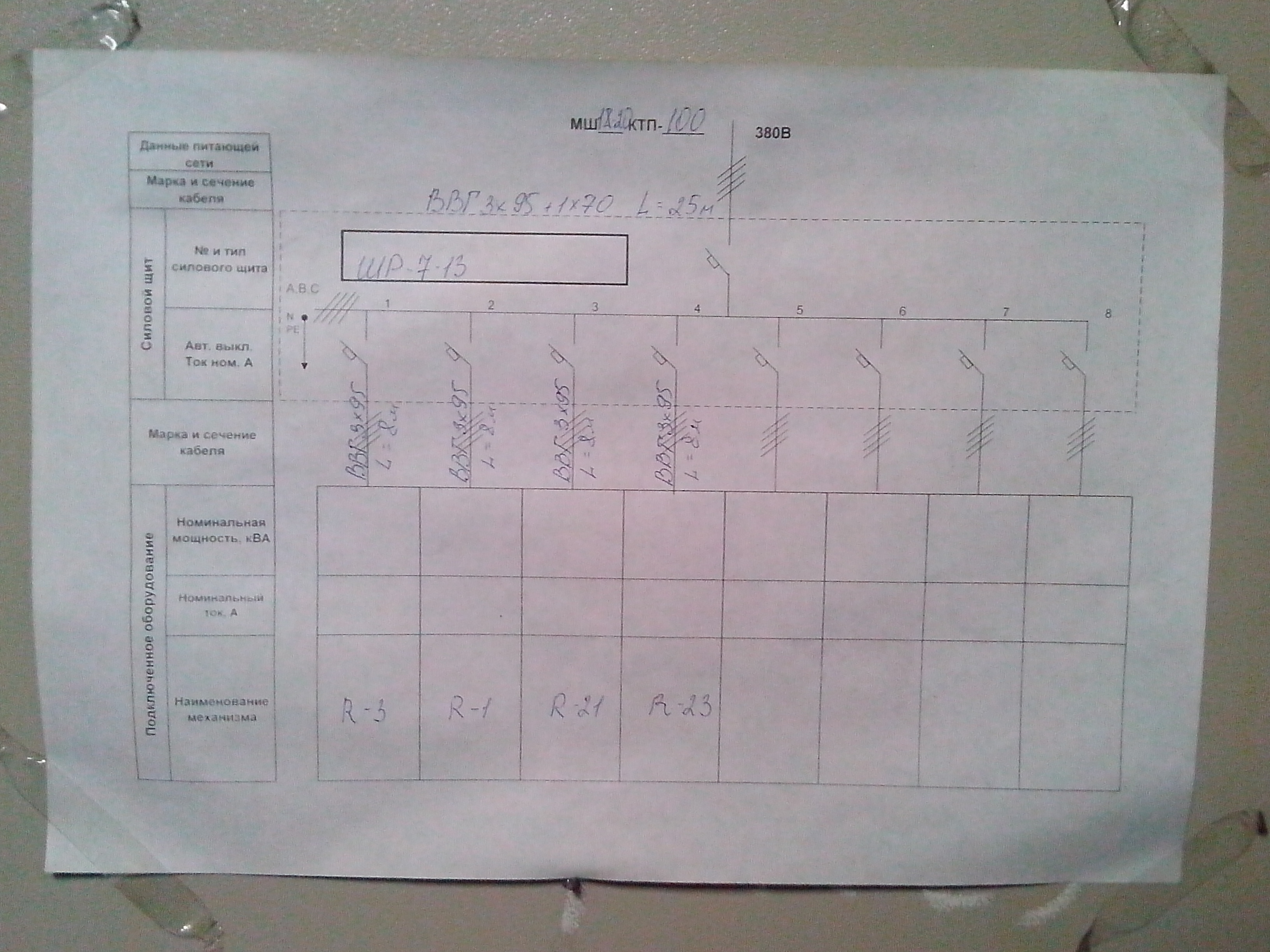
Пример оформления документации на кабель, питающего распределительный шкаф с предохранителями.

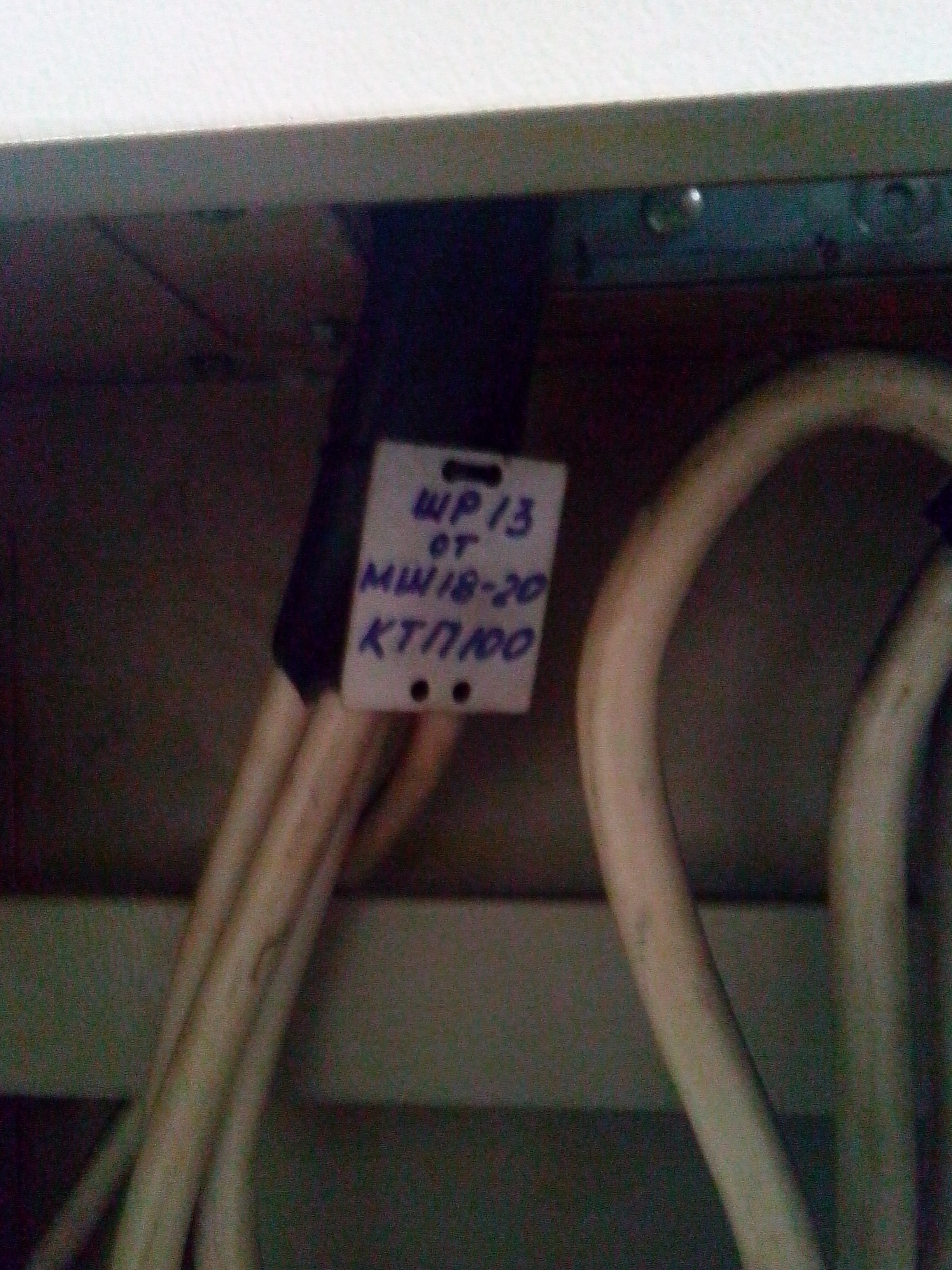
Пример бирки маркировки кабеля, питающего распределительный шкаф с предохранителями.

Кабели, применяемые в сфере телекоммуникаций и связи обычно имеют большое число жил: до 200 и более. Быстро обнаружить нужную жилу (кабельное окончание) позволяет маркировка, которая наносится на этапе закладки кабеля или при его подключении к кроссу (расшивочным колодкам, распределительным щитам и панелям, разъемам аппаратуры и т. п.).
Маркировка кабеля (кросса) используется для идентификации кабеля (в пучке однотипных кабелей) или каждой жилы (внутри одного кабеля). Маркировка производится с двух сторон на окончаниях кабельных линий.
В телефонной связи кабельные окончания обычно маркируют цифрами: 125, 234, … и т. п.
Для маркировки кабелей на напряжение до 1 кВ рекомендуется применять бирки прямоугольной формы; для кабелей на напряжение выше 1 кВ — круглой; для контрольных кабелей — треугольной формы. Если линия состоит из нескольких параллельных кабелей, то в обозначение каждого из них к номеру линии добавляются буквы «А», «Б», «В» и так далее.
На бирке указывается:
- у силовых кабелей — напряжение, сечение, номер или наименование линии,
- у контрольных кабелей — то же, дополнительно количество жил,
- у муфт и заделок — номер муфты, дата монтажа, фамилия и инициалы монтёров производивших монтаж. На бирке концевой муфты обязательно должны быть указаны номера или обозначения пунктов, откуда и куда проложен кабель. На концевых муфтах и заделках бирки размещаются на расстоянии 100 мм от шейки муфты или заделки; на соединительных и ответвительных муфтах — на расстоянии 100 мм от одной из шеек муфт; на кабелях, проложенных в траншеях, каналах, туннелях и в помещениях, — с обеих сторон прохода кабеля в закрытых устройствах и на прямолинейных участках через каждые 20 метров. Размер бирки 120 × 40 мм, крепятся стальной оцинкованной проволокой диаметром 2 мм. Текст, в случае применения бирки из листового хлорвинила или винипласта, наносится острым нагретым предметом, выдавленные надписи заливаются краской.

### Характеристики маркировки
Современные решения для маркировки кабельных окончаний позволяют сегодня получать различные виды маркировки, отличающиеся:
- сроком эксплуатации
- материалом (бумага, пластик, фольга)
- характеристиками (стойкость к различным воздействиям окружающей среды, таким как: низкие температуры, высокая влажность и т. п.)
- способами крепления (бирка, клипса, трубка, вставка, клей)

### Способы маркировки
Самым простым способом маркировки кабельных окончаний является нанесение надписей на кабели вручную с помощью несмываемых маркеров. Надписи могут делаться на самом кабеле или на маркировочной ленте, которая затем прикрепляется к кабелю кабельным ярлыком при помощи стяжки или приклеивается непосредственно. Недостатком данного способа является кустарность и недолговечность. Достоинством — дешевизна. Наиболее часто такой способ маркировки применяется IT службами компаний малого и среднего бизнеса.
В другом широкодоступном способе маркировки используется цветная изолента. Таким способом можно легко нанести маркировку общего свойства, например обмотав одним цветом отмаркировать отдельный кабель или отдельный тип проводника (например, выделив жилу питания или общий провод) в пучке.
Третий способ маркировки — использование фиксированных маркировочных элементов заводского изготовления. Данный способ имеет ограничения — ограниченный выбор вариантов маркировки и типов маркировки кабелей, выпускаемых производителем.
Четвёртый способ маркировки — использование специального маркировочного оборудования. Данный способ используется компаниями, профессионально занимающимися прокладкой и обслуживанием телефонных и телекоммуникационных сетей. Маркировочное оборудование используют: операторы связи, системные интеграторы, инсталляторы. Относительно дешевый метод маркировки надписями — использование самоламинирующихся маркеров (принтеров этикеток), использующих термотрансферную печать на защитной плёнке, которые заменяют собой кабельные бирки как устаревший способ маркировки. Достоинством таких маркеров высокая термостойкость (более 200 градусов Цельсия) превышающая термостойкость самого кабеля, долговечность (до 50 лет использования), износоустойчивость (стоек к бензинам растворителям и т. д.).

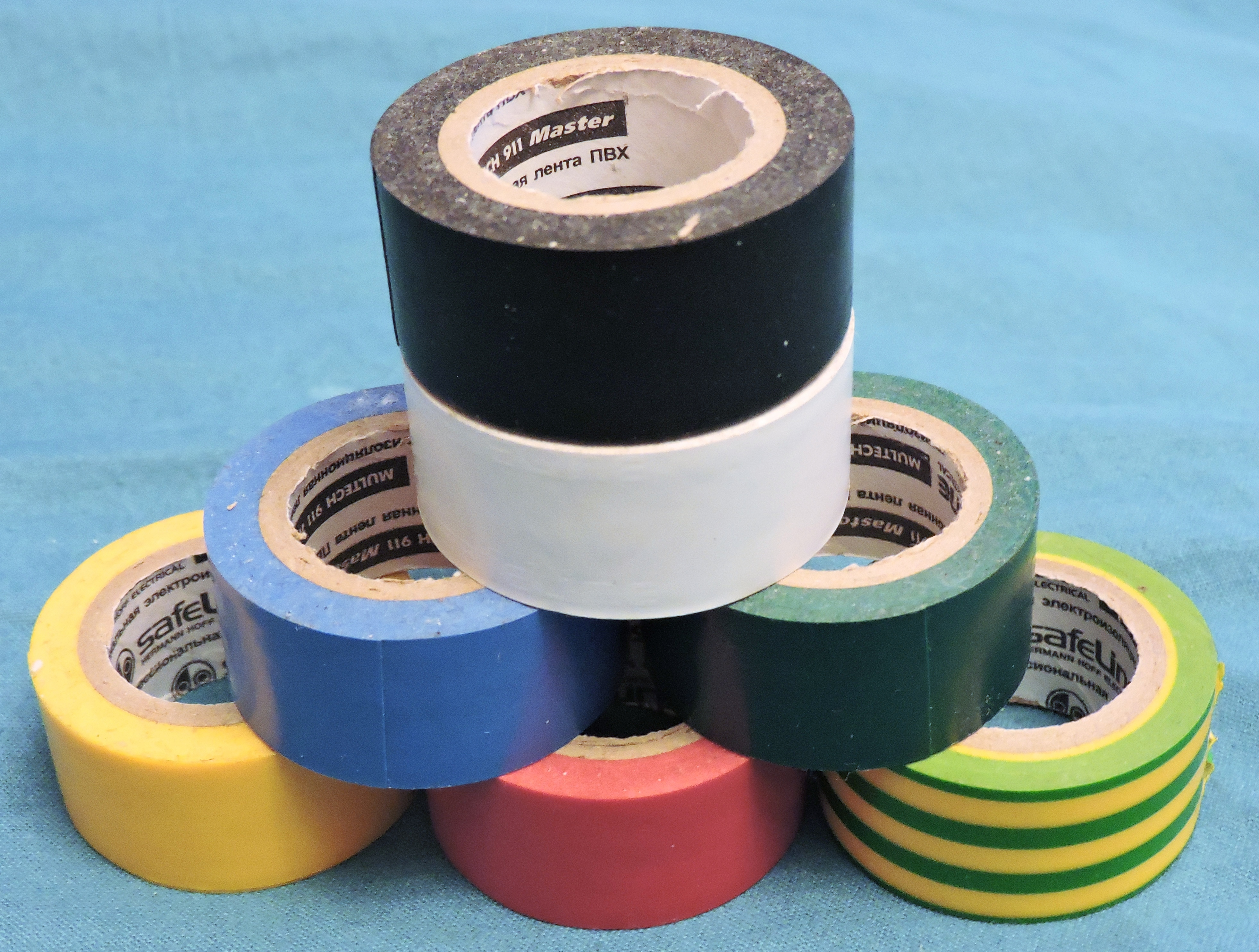
Цветная изолента также применяется для маркировки

### Маркировочное оборудование
В 1960-х годах были очень популярны аппараты для холодного или горячего тиснения. Сейчас это оборудование морально устарело, хотя оно до сих пор эксплуатируется на многих производствах России. На смену им пришли термотрансферные принтеры, позволяющие наносить маркировку на кабель или провод, работающие от компьютера, обладающие внутренним объёмом памяти и позволяющие сохранять необходимую информацию.
Помимо нанесения маркировки непосредственно на кабель возможна маркировка различными вариантами маркировочных (самоклеящихся) лент. Современное маркировочное оборудование позволяет изготавливать сложные надписи и обозначения, отличающиеся:
- шрифтами
- количеством строк символов
- типом и цветом ленты
- расположением символов (продольное / поперечное)
- внутренним ресурсом памяти

и другими характеристиками.

## Электронный маркер
Электронный маркер используется для обнаружения мест залегания кабелей (силовых и телекоммуникационных), канализаций, газопроводов и т. п.
Электронный маркер является пассивным устройством. Маркеры закапываются над трассами залегания кабельных трасс и/или над ключевыми точками (муфты, пересечения трасс кабеля и т. п.). Для поиска маркеров используются специальные устройства — маркероискатели.
В режиме поиска, маркероискатель излучает радиосигнал на резонансной частоте маркеров. Маркер, настроенный на ту же резонансную частоту, отражает радиосигнал. Отраженный радиосигнал обнаруживается маркероискателем, при этом пользователю выдается сигнал об обнаружении.

### Характеристики электронного маркера
- пассивная работа (не создает электронных помех, так как активируется только при наведении электрического поля маркероискателя)
- долговечность (пластиковый корпус устойчивый к воздействию внешних факторов)
- типичная глубина закладки: 0.5-2.5 м.